# 69 a. C.
El año 69 a. C. fue un año del calendario romano prejuliano. En la República romana, fue conocido como el año 685 Ab Urbe condita.

## Acontecimientos
- Consulado de Quinto Cecilio Metelo Crético y Quinto Hortensio Hórtalo en la República Romana.
- Antíoco XIII Asiático se convierte en Rey de Siria.
- Batalla de Tigranocerta, entre Roma y el rey Tigranes el Grande.
- Partos y romanos restablecen la frontera del Éufrates.
- Ptolomeo XII depone a Cleopatra V y gobierna en solitario.

## Nacimientos
- Cleopatra VII de Egipto.
- Wang Zhengjun, emperatriz de la dinastía Han Occidental.

## Fallecimientos
- Julia, esposa de Cayo Mario.